# Magna Carta Holy Grail
Magna Carta Holy Grail (альтернативно написаний та стилізований як Magna Carta... Holy Grail) — дванадцятий студійний альбом американського репера Jay-Z, випущений для роздрібного продажу 8 липня 2013 року на лейблах Roc Nation, Roc-A-Fella та Universal Music Distribution, причому це був його останній реліз на Roc-A-Fella до того, як лейбл було закрито.Спочатку він був доступний для безкоштовного цифрового завантаження для клієнтів Samsung через додаток Jay-Z Magna Carta 4 липня 2013 року.
Гостями альбому виступили Джастін Тімберлейк, Nas, Рік Росс, Френк Оушен і Бейонсе. Більшу частину альбому спродюсували Timbaland і Джером «J-Roc» Гармон, а серед інших продюсерів — Boi-1da, Mike Will Made It, Hit-Boy, Mike Dean, No I.D., The-Dream, Swizz Beatz і Pharrell Williams. серед інших. Альбом рекламувався за допомогою різних рекламних роликів, представлених Samsung, і йому не передувало жодних роздрібних синглів.
Альбом породив три успішні сингли: «Holy Grail», «Tom Ford» і «Part II (On the Run)» за участю Бейонсе. Кілька інших пісень альбому досягли успіху в чартах, зокрема «FuckWithMeYouKnowIGotIt», «Oceans», «Heaven» і «Picasso Baby». Крім того, альбом був підтриманий трьома концертними турами: Legends of the Summer (у співавторстві з Джастіном Тімберлейком), Magna Carter World Tour і On the Run Tour (у співавторстві з дружиною Jay-Z Бейонсе).

## Критика
Magna Carta Holy Grail зустріли неоднозначні відгуки музичних критиків. Деякі хвалили продакшн альбому, тоді як інші були розчаровані його загальною темою та вважали, що багато пісень повторюються. Журнал Complex поставив альбом на № 23 у своєму списку 50 найкращих альбомів 2013 року. Журнал Rolling Stone назвав його 10-м найкращим хіп-хоп альбомом 2013 року. Диск був названий № 8 у списку найкращих альбомів 2013 року журналом XXL..

## Комерційний успіх
Альбом дебютував під номером один у чарті Billboard 200, продавши 528 000 копій за перший тиждень, що зробило його 13-м поспіль студійним альбомом Jay-Z, який очолив чарт. 2 вересня 2013 року альбом отримав подвійний платиновий сертифікат RIAA за продаж двох мільйонів копій. Станом на лютий 2014 року в США було продано 1 130 000 копій альбому.
На 56-й щорічній церемонії вручення премії «Греммі» у 2014 році альбом був номінований у шести категоріях, отримавши нагороду в номінації «найкраща спільна робота в стилі реп/спів» за пісню «Holy Grail» з участю Джастіна Тімберлейка, а також альбом був номінований на премію як «Найкращий реп-альбом».

## Список композицій
| #   | Назва                                            | Автор | Продюсер(и)                            | Тривалість |
| --- | ------------------------------------------------ | --- | -------------------------------------- | ---------- |
| 1.  | «Holy Grail» (за участю Джастіна Тімберлейка)    | Shawn Carter Terius Nash Justin Timberlake Timothy Mosley Jerome Harmon Ernest Wilson Kurt Cobain David Grohl Krist Novoselic | The-Dream Timbaland J-Roc No I.D. [b]  | 5:38       |
| 2.  | «Picasso Baby»                                   | Carter Mosley Harmon Adrian Younge                                                                                            | Timbaland J-Roc                        | 4:05       |
| 3.  | «Tom Ford»                                       | Carter Mosley Harmon | Timbaland J-Roc                        | 3:09       |
| 4.  | «Fuckwithmeyouknowigotit» (за участю Ріка Росса) | Carter Matthew Samuels Anderson Hernandez William Roberts II                                                                  | Boi-1da Vinylz Timbaland [b] J-Roc [b] | 4:03       |
| 5.  | «Oceans» (за участю Френка Оушена)               | Carter Christopher Breaux Pharrell Williams                                                                                   | Pharrell Timbaland [b]                 | 3:58       |
| 6.  | «F.U.T.W.»                                       | Carter Mosley Harmon | Timbaland J-Roc                        | 4:02       |
| 7.  | «Somewhereinamerica»                             | Carter Chauncey Hollis, Jr. Darhyl "Hey DJ" Camper, Jr. Michael Dean                                                          | Hit-Boy Hey DJ Camper Mike Dean        | 2:28       |
| 8.  | «Crown»                                          | Carter Ebony Oshunrinde Jacques Webster M. Dean Kirk Bennett Miguel Collins Bobby Dixon                                       | WondaGurl Travis Scott M. Dean         | 4:33       |
| 9.  | «Heaven»                                         | Carter Nash Timberlake Mosley Harmon William Berry Peter Buck Michael Mills John Stipe Younge                                 | Timbaland J-Roc                        | 4:03       |
| 10. | «Versus»                                         | Carter Mosley Kasseem Dean Harmon Jonathan Davis Frederick Hubbard Muhammad Jones Malik Taylor                                | Timbaland Swizz Beatz                  | 0:51       |
| 11. | «Part II (On the Run)» (за участю Бейонсе)       | Carter James Fauntleroy II Mosley Harmon                                                                                      | Timbaland J-Roc                        | 5:33       |
| 12. | «Beach Is Better»                                | Carter Michael Williams II Marquel Middlebrooks                                                                               | Mike Will Made It Marz [a]             | 0:55       |
| 13. | «BBC»                                            | Carter P. Williams Nasir Jones Mosley Timberlake K. Dean                                                                      | Pharrell                               | 3:12       |
| 14. | «JAY Z Blue»                                     | Carter Mosley Harmon Timberlake Carlos Broady Sean Combs Darryl McDaniels Nashiem Myrick Christopher Wallace                  | Timbaland J-Roc Justin Timberlake [b]  | 3:50       |
| 15. | «La Familia»                                     | Carter Mosley Harmon | Timbaland J-Roc                        | 3:33       |
| 16. | «Nickels and Dimes»                              | Carter Kyambo "Hip Hop" Joshua M. Dean Sumach Valentine                                                                       | Hip Hop Mike Dean [b]                  | 5:03       |

| Бонус-треки вінілового видання | Бонус-треки вінілового видання | Бонус-треки вінілового видання | Бонус-треки вінілового видання      | Бонус-треки вінілового видання |
| #                              | Назва                          | Автор                          | Продюсер(и)                         | Тривалість                     |
| ------------------------------ | ------------------------------ | ------------------------------ | ----------------------------------- | ------------------------------ |
| 17.                            | «Open Letter»                  | Carter K. Dean Mosley Harmon   | Swizz Beatz Timbaland [b] J-Roc [b] | 2:40                           |

Примітки
- ^a означає співпродюсера.
- ^b означає додаткового продюсера.
- «Holy Grail» містить додатковий вокал «The-Dream».
- У «Picasso Baby» є додатковий вокал The-Dream і Zofia Borucka Moreno.
- «Tom Ford» містить додатковий вокал Third Ward Trill.
- «Crown» містить додатковий вокал Тревіса Скотта.
- У «Heaven» є додатковий вокал Джастіна Тімберлейка.
- У «BBC» є додатковий вокал Nas, Бейонсе, Timbaland, Фаррелла Вільямса, Джастіна Тімберлейка і Swizz Beatz.
- У «JAY Z Blue» є додатковий вокал Таффі.
- «Open Letter» містить додатковий вокал від Swizz Beatz і Trey Songz.

## Чарти
| Чарт (2013)                                          | Найвища позиція |
| ---------------------------------------------------- | --------------- |
| Австралія Australian Albums (ARIA)                   | 2               |
| Австрія Austrian Albums (Ö3 Austria)                 | 14              |
| Бельгія Belgian Albums (Ultratop Flanders)           | 7               |
| Бельгія Belgian Albums (Ultratop Wallonia)           | 31              |
| Канада Canadian Albums (Billboard)                   | 1               |
| Данія Danish Albums (Hitlisten)                      | 2               |
| Нідерланди Dutch Albums (MegaCharts)                 | 7               |
| Фінляндія Finnish Albums (Suomen virallinen lista)   | 17              |
| Франція French Albums (SNEP)                         | 12              |
| Німеччина German Albums (Media Control)              | 9               |
| Ірландія Irish Albums (IRMA)                         | 2               |
| Italian Albums (FIMI)                                | 23              |
| Japanese Albums (Oricon)                             | 46              |
| Південна Корея Korean Albums (GAON)                  | 19              |
| Нова Зеландія New Zealand Albums (Recorded Music NZ) | 2               |
| Норвегія Norwegian Albums (VG-lista)                 | 2               |
| Польща Polish Albums (ZPAV)                          | 28              |
| South African Albums (RISA)                          | 18              |
| Швейцарія Swiss Albums (Schweizer Hitparade)         | 1               |
| Швеція Swedish Albums (Sverigetopplistan)            | 8               |
| Іспанія Spanish Albums (PROMUSICAE)                  | 59              |
| UK Albums (OCC)                                      | 1               |
| US Billboard 200                                     | 1               |
| США Top R&B/Hip-Hop Albums (Billboard)               | 1               |
| США Top Tastemaker Albums (Billboard)                | 1               |

| Чарт (2013)                           | Позиція |
| ------------------------------------- | ------- |
| Australian Urban Albums Chart         | 13      |
| Belgian Albums Chart (Wallonia)       | 85      |
| Belgian Albums Chart (Flanders)       | 175     |
| Canadian Albums Chart                 | 24      |
| Swedish Albums Chart                  | 90      |
| Swiss Albums Chart                    | 67      |
| UK Albums Chart                       | 70      |
| US Billboard 200                      | 12      |
| US Top R&B/Hip-Hop Albums (Billboard) | 4       |

| Чарт (2010–2019) | Позиція |
| ---------------- | ------- |
| US Billboard 200 | 121     |

## Сертифікації
| Регіон | Сертифікація  | Продажі   |
| --- | ------------- | --------- |
| Канада (Music Canada) | Платиновий    | 80 000^   |
| Велика Британія (BPI) | Золотий       | 100 000*  |
| США (RIAA) | 3× Платиновий | 3 000 000 |
| *продажі, що базуються лише на сертифікаціях · ^відвантаження, що базуються лише на сертифікаціях · продажі+прослуховування, що базуються лише на сертифікаціях |               |           |

## Історія випуску
| Країна          | Дата            | Формат                                                  | Лейбл                             | Видання    |
| --------------- | --------------- | ------------------------------------------------------- | --------------------------------- | ---------- |
| У всьому світі  | 4 липня 2013    | Завантаження (з додатку Jay-Z Magna Carta для Samsung ) | Roc Nation Roc-A-Fella Universal  | Стандарт   |
| Австралія       | 8 липня 2013    | Завантаження                                            | Roc Nation Roc-A-Fella Universal  | Стандарт   |
| Австралія       | 8 липня 2013    | CD                                                      | Roc Nation Roc-A-Fella Universal  | Бонус-трек |
| Німеччина       | 8 липня 2013    | Завантаження CD                                         | Roc Nation Roc-A-Fella Universal  | Стандарт   |
| Велика Британія | 8 липня 2013    | Завантаження                                            | Virgin EMI                        | Стандарт   |
| Канада          | 9 липня 2013    | Завантаження CD                                         | Roc Nation Roc-A-Fella Universal  | Стандарт   |
| США             | 9 липня 2013    | Завантаження CD                                         | Roc Nation Roc-A-Fella Universal  | Стандарт   |
| Велика Британія | 22 липня 2013   | CD                                                      | Roc Nation Roc-A-Fella Virgin EMI | Стандарт   |
| Канада          | 23 липня 2013   | CD                                                      | Roc Nation Roc-A-Fella Universal  | Стандарт   |
| США             | 20 березня 2015 | Вініл                                                   | Third Man                         | Бонус-трек |